# Freudenstadt
Freudenstadt (in alemanno Fraidestadt) è una città tedesca di 24 301 abitanti, situata nel land del Baden-Württemberg.
È la sede dell'ufficio del Consiglio quale autorità amministrativa del Circondario di Freudenstadt. Freudenstadt è una riconosciuta località dal clima salutare e sede di idroterapia come anche una tradizionale e amata località di vacanze. Inoltre Freudenstadt è famosa per la sua enorme, quasi quadrata Piazza del Mercato.

## Storia

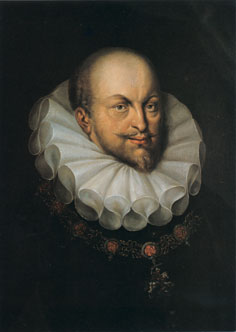
Federico I, duca del Württemberg

La città fu fondata nel 1599 da Federico I, duca del Württemberg. Nel 1632 la città subì un grave incendio, grandi perdite di popolazione durante la Guerra dei trent'anni e la distruzione del centro cittadino durante la seconda guerra mondiale.
Nel 1939 Adolf Hitler vi fece costruire il Führerhauptquartier Tannenberg.

## Amministrazione

### Gemellaggi
- Courbevoie, dal 1961